# Ebenezer (Saskatchewan)
Ebenezer est une communauté située dans la province de la Saskatchewan, dans le sud-est.